# Лекции по зарубежной литературе (Набоков)
«Лекции по зарубежной литературе» (англ. Lectures on Literature) — сборник лекционных материалов русского и американского писателя Владимира Набокова, подготовленных им во время преподавания в США и опубликованных после его смерти, в 1980 году.

## Создание и публикация
В 1940—1958 годах Набоков зарабатывал на жизнь в первую очередь чтением курсов русской и мировой литературы в колледже Уэллсли (1941—1948) и в Корнеллском университете (1948—1958). В частности, он читал курс «Мастера европейской прозы». Благодаря успеху романа «Лолита» Набоков смог отказаться от преподавания, переехать в 1960 году в Швейцарию и сосредоточиться на творчестве.
Над публикацией своих лекций Набоков думал с начала 1950-х годов. В письме Паскалю Ковичи от 12 ноября 1951 года он сообщает о подготовке к изданию литературоведческой книги, включающей 10 глав: 1. Мигель де Сервантес («Дон Кихот»); 2. Джейн Остен («Мэнсфилд-парк»); 3. Александр Пушкин («Пиковая дама»); 4. Чарльз Диккенс («Холодный дом»); 5. Николай Гоголь и Марсель Пруст; 6. Гюстав Флобер («Госпожа Бовари»); 7. Лев Толстой («Анна Каренина», «Смерть Ивана Ильича», «Хаджи-Мурат»); 8. Антон Чехов («В овраге», «Дама с собачкой» и несколько других рассказов); 9. Франц Кафка («Превращение»); 10. Искусство перевода. Это издание не увидело свет, на протяжении 1960-х годов писатель обдумывал сборник под названием «Шедевры мировой литературы», но и он не был напечатаны. Позже Набоков изменил своё отношение к лекциям. Апрелем 1972 года датирована его рабочая запись: «Мои университетские лекции (Толстой, Кафка, Флобер, Сервантес и проч.) слишком сыры и хаотичны и никогда не должны быть опубликованы. Ни одна из них!».
После смерти писателя его лекции по мировой и русской литературе, составленные из машинописных и рукописных заметок, были изданы американским библиографом и литературоведом Фредсоном Бауэрсом при содействии вдовы и сына Набокова. В предисловии к «Лекциям по русской литературе» Бауэрс рассказал о состоянии литературоведческих рукописей. По своему содержанию они очень отличаются по степени своей готовности, завершённости текста и структуры. Большая часть записей сделана собственноручно Набоковым, с отдельными машинописными текстами, набранными его женой и предназначенными для облегчения чтения. С содержательной стороны степень завершённости рукописей варьируется от недоработанных черновых рукописных набросков до объёмных машинописных текстов. Машинописные страницы имеют более проработанный вид, так как в них Набоков, как правило, проводил редактирование, дополняя и комментируя их, поправляя неудачные фразы и обороты. Рукописные материалы в некоторых местах содержат чистовые варианты, со следам переработки при их просмотре.
Первое издание «Лекций по зарубежной литературе» увидело свет в 1980 году.